# Хроменков, Денис Владимирович
Денис Владимирович Хроменков (бел. Дзяніс Уладзіміравіч Храмянкоў; род. 10 июля 1996, Минск) — белорусский борец вольного стиля, бронзовый призёр чемпионата Европы 2025 года, участник Олимпийских игр 2020 года в Токио.

## Карьера
В июне 2018 года в Стамбуле завоевал золотую медаль чемпионата Европы U23, одолев в финале россиянина Расула Магомедова. В октябре 2019 года в Будапеште одолев в схватке за 3 место грузина Гиви Мачарашвили стал обладателем бронзовой медали чемпионата мира U23. В декабре 2020 года в Белграде на Индивидуальном кубке мира одержал победу в схватке за 3 место над украинцем Александром Хоцяновским завоевал бронзовую медаль. В марте 2021 года в Будапеште на европейском квалификационном турнире победив в драматичной полуфинале по правилу последнего действия, россиянина Шамиля Шарипова, завоевал лицензию на Олимпийские игры в Токио. На Олимпиаде на стадии 1/8 финала уступил монголу Лхагвагэрэлу Мунхтуру. В апреле 2024 года на Европейском квалификационном турнире в Баку ему удалось завоевать лицензию на летние Олимпийские игры 2024 в весовой категории до 125 кг.
В апреле 2025 года на чемпионате Европы в Братиславе в весовой категории до 125 кг завоевал бронзовую медаль. В схватке за третье место одолел соперника из Венгрии Владислав Байцаев.

## Достижения
- Первенство Европы (Юниоры) 2015 – ;
- Первенство Мира (Юниоры) 2015 – ;
- Первенство Мира (Юниоры) 2016 – ;
- Чемпионат Европы U23 2018 — ;
- Чемпионат Европы U23 2019 — ;
- Чемпионат мира U23 2019 — ;
- Индивидуальный кубок мира по борьбе 2020 — ;
- Олимпийские игры 2020 — 9;
- Турнир Александра Медведя 2021 — ;
- Турнир Александра Медведя 2022 — ;
- Кубок Ивана Ярыгина 2023 — ;
- Чемпионат Европы 2025 — ;